# فرودگاه ورخنایا زیمکا
فرودگاه ورخنایا زیمکا (به انگلیسی: Verkhnaya Zaimka)  یک فرودگاه متروک   است . این فرودگاه در  کشور روسیه قرار دارد و در ارتفاع ۴۶۹ متری از سطح دریا واقع شده است.